# FIFA-Weltfußballer des Jahres 1998

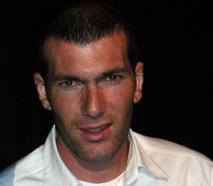
FIFA-Weltfußballer des Jahres 1998
Zinédine Zidane

Der FIFA-Weltfußballer des Jahres 1998 (damals noch FIFA World Player) wurde am 1. Februar 1999 im Teatre Nacional de Catalunya von Barcelona gekürt. Es war die achte Vergabe der 1991 vom Fußballweltverband FIFA eingeführten Auszeichnung „FIFA-Weltfußballer des Jahres“. Gewinner der Auszeichnung war der Franzose Zinédine Zidane.

## Abstimmungsmodus
Der Gewinner wurde durch eine Abstimmung unter 129 Nationaltrainern der Welt ermittelt. Diese nannten jeweils die drei ihrer Meinung nach besten Fußballer, wobei keiner der drei aus ihrem eigenen Land stammen durfte. Eine Nennung an Platz eins brachte fünf Punkte, ein zweiter Platz drei Punkte, der dritte Platz einen Punkt. Danach wurden die Punkte addiert.

## Ergebnis (Top 10)
- Platzierung: die Platzierung, die ein Spieler erzielt hat.
- Name: Name des ausgezeichneten Spielers.
- Nationalität: Nationalität des ausgezeichneten Spielers.
- Verein: Verein, für den der Spieler in dem Kalenderjahr aktiv war. Wenn ein Spieler den Verein gewechselt hat, wird der abgebende Verein an erster Position genannt.
- Stimmen: die insgesamt erhaltenen Stimmen aller Länder.

| Platzierung | Name              | Nationalität | Verein                  | Stimmen |
| ----------- | ----------------- | ------------ | ----------------------- | ------- |
| 1.          | Zinédine Zidane   | Frankreich   | Juventus Turin          | 518     |
| 2.          | Ronaldo           | Brasilien    | Inter Mailand           | 164     |
| 3.          | Davor Šuker       | Kroatien     | Real Madrid             | 108     |
| 4.          | Michael Owen      | England      | FC Liverpool            | 43      |
| 5.          | Gabriel Batistuta | Argentinien  | AC Florenz              | 40      |
| 6.          | Rivaldo           | Brasilien    | FC Barcelona            | 37      |
| 7.          | Dennis Bergkamp   | Niederlande  | FC Arsenal              | 33      |
| 8.          | Edgar Davids      | Niederlande  | Juventus Turin          | 26      |
| 9.          | Marcel Desailly   | Frankreich   | AC Mailand / FC Chelsea | 23      |
| 10.         | Lilian Thuram     | Frankreich   | AC Parma                | 14      |